# クペッロ
クペッロ（イタリア語: Cupello）は、イタリア共和国アブルッツォ州キエーティ県にある、人口約4,800人の基礎自治体（コムーネ）。

## 地理

### 位置・広がり

#### 隣接コムーネ
隣接するコムーネは以下の通り。括弧内のCBはカンポバッソ県（モリーゼ州）所属を示す。
- フレザグランディナーリア
- フルチ
- レンテッラ
- モンテネーロ・ディ・ビザッチャ (CB)
- モンテオドリージオ
- サン・サルヴォ
- ヴァスト

## 行政

### 分離集落
クペッロには、以下の分離集落（フラツィオーネ）がある。
- Bufalara, Ributtini, Montalfano